# Asashio-Klasse (1936)
Die Asashio-Klasse (japanisch 朝潮型駆逐艦 Asashio-gata kuchikukan) war eine Klasse von zehn Zerstörern der Kaiserlich Japanischen Marine, die im Zweiten Weltkrieg zum Einsatz kamen.

## Geschichte

### Entwicklungsgeschichte
Der Londoner Flottenvertrag von 1930 beschränkte die Standardverdrängung von Zerstörern, mit Ausnahme von FlottillenführerFlotillenführern, auf 1.500 ts. Dadurch war es der Kaiserlich Japanischen Marine nicht mehr möglich, Zerstörer des Spezialtyps (Fubuki- und Akatsuki-Klasse) zu bauen und so entwickelte sie die vertragskonforme Hatsuharu- bzw. Shiratsuyu-Klasse. Aber der Admiralstab der Marine war mit den Spezifikationen dieser Zerstörer nicht vollends zufrieden, da sie gegenüber dem Spezialtyps zulasten der Geschwindigkeit und Feuerkraft gegangen waren. Auf Grund der Beschränkungen des Flottenvertrages wurde es aber als unmöglich angesehen, diese Spezifikationen ohne Steigerung der Verdrängung zu verbessern. Da die Regierung aber entschieden hatte, den Vertrag nicht zu verlängern, womit dieser zum 31. Dezember 1936 auslaufen würde, konnte mit der Planung einer neuen Klasse von Zerstörern begonnen werden, welche erst nach Vertragsende in Dienst gestellt werden würden.

### Bau
Zehn Einheiten wurden im Rahmen des 2. Kreis-Bauprogramms (Maru 2 Keikaku) von 1934 bei zwei staatlichen und drei privaten Werften geordert. Diese wurden zwischen September 1935 und März 1937 auf Kiel gelegt und bis Ende Juni 1939 in Dienst gestellt.

## Liste der Schiffe
| Name             | Bauwerft                | Kiellegung        | Stapellauf        | Indienststellung  | Verbleib |
| ---------------- | ----------------------- | ----------------- | ----------------- | ----------------- | --- |
| Asashio (朝潮)   | Marinewerft Sasebo      | 7. September 1935 | 16. Dezember 1936 | 31. August 1937   | versenkt am 4. März 1943 durch Luftangriff, während der Schlacht in der Bismarcksee                                 |
| Ōshio (大潮)     | Marinewerft Maizuru     | 5. August 1935    | 19. April 1937    | 31. Oktober 1937  | versenkt am 20. Februar 1943 durch amerik. U-Boot Albacore, nordwestlich der Insel Manus                            |
| Michishio (満潮) | Fujinagata Zōsen, Osaka | 5. November 1935  | 15. März 1937     | 31. Oktober 1937  | versenkt am 25. Oktober 1944 durch amerik. Zerstörer Hutchins, bei der See- und Luftschlacht im Golf von Leyte      |
| Arashio (荒潮)   | Kawasaki, Kōbe          | 1. Oktober 1935   | 26. Mai 1937      | 20. Dezember 1937 | versenkt am 4. März 1943 durch Luftangriff, während der Schlacht in der Bismarcksee                                 |
| Natsugumo (夏雲) | Marinewerft Sasebo      | 1. Juli 1936      | 26. Mai 1937      | 10. Februar 1938  | versenkt am 12. Oktober 1942 durch Luftangriff, nordwestlich von Savo Island während der Schlacht um Guadalcanal    |
| Yamagumo (山雲)  | Fujinagata Zōsen, Osaka | 4. November 1936  | 24. Juli 1937     | 15. Januar 1938   | versenkt am 25. Oktober 1944 durch Torpedotreffer, bei der See- und Luftschlacht im Golf von Leyte                  |
| Minegumo (峯雲)  | Fujinagata Zōsen, Osaka | 22. März 1936     | 4. November 1937  | 30. April 1938    | versenkt am 6. März 1943 durch Luftangriff im Kula-Golf                                                             |
| Asagumo (朝雲)   | Kawasaki, Kōbe          | 23. Dezember 1936 | 5. November 1937  | 31. März 1938     | versenkt am 25. Oktober 1944 durch amerik. Leichten Kreuzer Denver, bei der See- und Luftschlacht im Golf von Leyte |
| Arare (霰)       | Marinewerft Maizuru     | 5. März 1937      | 16. November 1937 | 15. April 1939    | versenkt am 5. Juli 1942 durch amerik. U-Boot USS Growler, vor Kiska Island                                         |
| Kasumi (霞)      | Uraga Senkyo, Yokosuka  | 1. Dezember 1936  | 18. November 1937 | 28. Juni 1939     | versenkt am 7. April 1945 durch Luftangriff bei der Operation Ten-gō                                                |

## Technische Beschreibung

### Rumpf
Der Rumpf eines Zerstörers der Asahio-Klasse, unterteilt in wasserdichte Abteilungen, war 118,26 Meter lang, 10,35 Meter breit und hatte bei einer Einsatzverdrängung von 2.408 Tonnen einen Tiefgang von 3,69 Metern.

### Antrieb
Der Antrieb erfolgte über drei ölbefeuerte Dampferzeuger – Kampon-Kessel des Yarrow-Typs, jeder in einem gesonderten Kesselraum untergebracht – und zwei Getriebeturbinensätze, mit denen eine Gesamtleistung von 50.000 PS (36.775 kW) erreicht wurde. Die Leistung wurde an zwei Wellen mit je einer Schraube abgegeben. Die Höchstgeschwindigkeit betrug 35 Knoten (65 km/h). Es konnten 508 Tonnen Schweröl gebunkert werden, was eine maximale Fahrstrecke von 5.700 Seemeilen (10.556 km) bei 15 Knoten ermöglichte.

### Bewaffnung

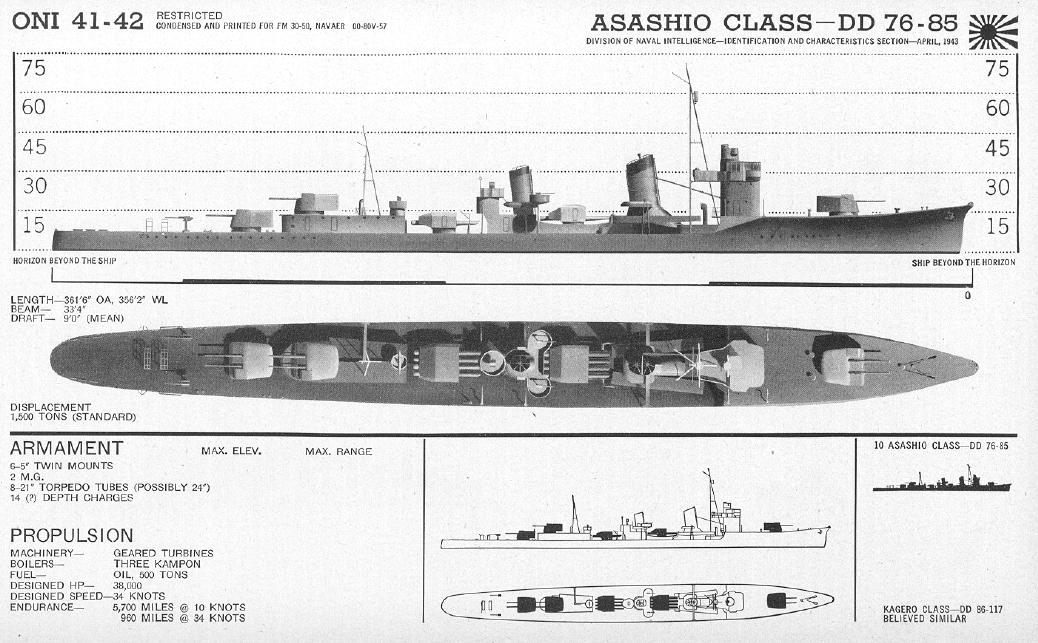
Aufstellung der Bewaffnung

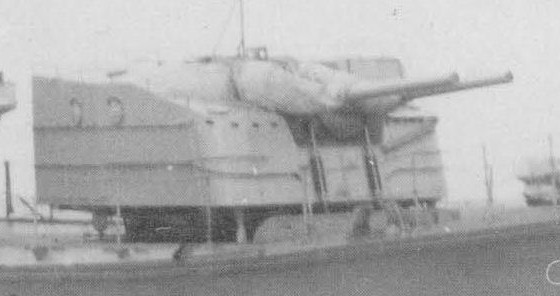
12,7-cm Typ 3 Modell C Geschützturm, wie er auf der Asahio-Klasse verwendet wurde.

#### Artillerie
Die Artilleriebewaffnung bestand aus sechs 12,7-cm-Geschützen mit Kaliberlänge 50 Typ 3. Dieses ab 1928 eingeführte Seezielgeschütz hatte eine Feuerrate von 5 bis 10 Schuss die Minute. Es konnte eine 23 Kilogramm schwere Granate bis zu 18,4 Kilometer weit schießen und war in drei 33 Tonnen schweren Zwillingstürmen des C-Modells untergebracht. Diese waren in Bootsmittellinie, einer vor dem Brückenaufbau und zwei hinter bzw. auf dem achteren Deckshaus aufgestellt. Der innere Turm (Turm B) war so angeordnet, dass er den äußeren überschießen konnte (sog. überhöhte Endaufstellung). Diese Geschütztürme hatten eine Seitenrichtgeschwindigkeit von bis 6° pro Sekunde, eine Höhenrichtgeschwindigkeit von bis 27° pro Sekunde und einen Höhenrichtbereich von −7° bis +55°. Es waren die gleichen Geschütze wie bei der Hauptartillerie aller anderen Zerstörer des Spezialtyps, nur das Turmmodell unterschied sich.

#### Flugabwehr
Die Flugabwehrbewaffnung bestand bei Indienststellung der Klasse aus vier 2,5-cm-Maschinenkanonen des Typ 96 in Doppellafette, welche auf einer Plattform am hinteren Schornstein beidseitig aufgestellt waren. Die 2,5-cm-Maschinenkanonen verschossen im Einsatz rund 110 bis 120 Schuss pro Minute, die effektive Reichweite lag bei etwa 3 Kilometern bei 85° Rohrerhöhung. Die 1,1 Tonnen schwere Zwillingslafette war um 360° drehbar und hatte einen Höhenrichtbereich von −10° bis +85°. Diese Bestückung entsprach zwar dem Standard japanischer Zerstörer Anfang 1942, war aber im internationalen Vergleich als eher schwach zu bewerten.
Leichte Flugabwehrbewaffnung von Zerstörern der Hauptmächte des Zweiten Weltkrieges, etwa Anfang 1942.
| Klasse     | Asashio    | Zerstörer 1936      | Soldati  | Mogador                   | Ognevoj                | Q und R                | Fletcher            |
| ---------- | ---------- | ------------------- | -------- | ------------------------- | ---------------------- | ---------------------- | ------------------- |
| Land       | Japan      | Deutsches Reich     | Italien  | Frankreich                | Sowjetunion            | Vereinigtes Königreich | Vereinigte Staaten  |
| Flugabwehr | 4 × 2,5 cm | 4 × 3,7 cm 6 × 2 cm | 4 × 2 cm | 2 × 3,7 cm 4 × 13,2 mm MG | 2 × 7,62 cm 6 × 3,7 cm | 4 × 4 cm 6 × 2 cm      | 4 × 2,8 cm 6 × 2 cm |

Bedingt durch die starken alliierten Luftstreitkräfte während des Pazifikkrieges kam es zu einer kontinuierlichen Verstärkung der 2,5-cm-Geschütze. Begonnen wurde damit eine zusätzliche Doppellafette vor der Brücke auf einer Plattform aufzustellen, dann den Turm B an Land zu geben und diesen durch zwei Drillingslafetten zu ersetzen. Mit den durch Drillingslafetten ersetzten Doppellafetten beiderseits des achteren Schornsteins befanden sich nun vierzehn 2,5-cm-Geschütze an Bord. Ab 1944 kamen weitere vierzehn Einzellafetten hinzu, was die Gesamtzahl auf achtundzwanzig Geschütze erhöhte.

#### Torpedos
Die Torpedobewaffnung bestand aus zwei, um 360° schwenkbaren, Vierfachtorpedorohrsätzen im Kaliber 61 cm, welche Torpedos des Typ 93 verschossen. Diese waren in Bootsmittellinie, ein Satz zwischen den beiden Schornsteinen und der andere zwischen dem zweiten Schornstein und dem achteren Deckshaus aufgestellt. Die Mitnahme von acht Reservetorpedos war vorgesehen.

#### U-Jagdausrüstung
Zur U-Jagd verfügten die Schiffe über zwei Wasserbombenwerfer mit 18 Wasserbomben. Später wurden auf Grund der gestiegenen U-Bootgefahr weitere Ablaufschienen bzw. Werfer installiert und der Bestand an Wasserbomben auf 36 Stück erhöht.

#### Minensuchausrüstung
Zur Eigensicherung gegen Seeminen war Minenräumgeschirr vorhanden, bestehend aus zwei Räumottern (engl. Paravane), welche mittels Davits am Heck abgelassen wurden.

### Sensoren

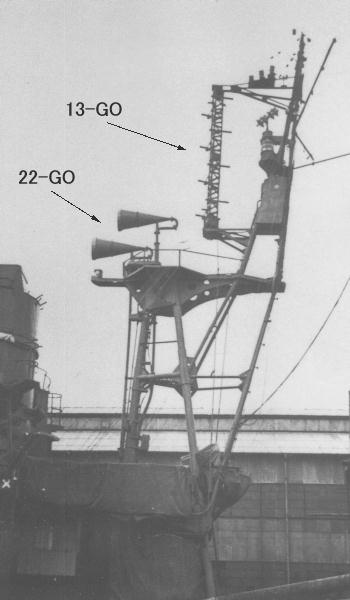
Radargeräte der Typen 22 und 13, hier im Hauptmast eines Zerstörers der Akizuki-Klasse.

#### Radar
Japanische Zerstörer waren nicht von Beginn des Pazifikkrieges mit Funkmesstechnik ausgerüstet. Erst Mitte des Jahres 1943 erhielten ausgewählte Einheiten das Radar des Typ 22. Dieses zur Seeraumüberwachung und Feuerleitung fähige System, welches aus einem Doppelhorn – eines zum Senden und eines zum Empfangen – bestand, war im Hauptmast hinter der Brücke verbaut. Bedingt dadurch, dass frühe japanische Radargeräte unzuverlässig und ihr Bedienpersonal schlecht ausgebildet war, neigten Kommandanten dazu Hinweise durch diese nicht ernst zu nehmen und sich auf die klassischen Aufklärungsmethoden wie Ausgucke mit optischen Geräten zu verlassen. Dieses Vertrauen wurde immer problematischer, da die Amerikaner immer bessere Radarsysteme einführten und diese hauptsächlich zur Feuerleitung einsetzten.
Im Jahr 1944 erhielten die überlebenden Zerstörer zur Luftraumüberwachung Geräte des Typ 13, welche über eine lange Leiterantenne verfügten, die üblicherweise auf dem Heckmast montiert war. Dieses Radargerät konnte eine Gruppe von Flugzeugen in bis zu 100 Kilometer und ein einzelnes Flugzeug in bis zu 50 Kilometer orten. Es arbeitete mit einer Wellenlänge von 100 cm und hatte eine Sendeleistung von 10 kW.

#### Sonar
Zur Suche nach U-Booten war ein Echoortungssystem des Typs 93 und einem Hydrophon-Set vom Typ 93 eingerüstet. Dieses Hydrophon-Set bestand aus zwei Gruppen zu je acht Sensoren, eine Gruppe auf jeder Schiffsseite.

## Besatzung
Die Besatzung hatte eine Stärke von 200 Offizieren, Unteroffizieren und Mannschaften, welche sich bis Kriegsende auf Grund der personalintensiven zusätzlich eingerüsteten Flugabwehrbewaffnung erhöhte.